# 울프맨 (1941년 영화)
《울프 맨》(영어: The Wolf Man)은 미국에서 제작된 1941년 고딕 공포 영화이다. 조지 와그너가 연출과 제작을 맡았으며, 클로드 레인스 등이 출연하였다.

## 줄거리
미국에 있던 래리 탤벗은 남자 형제가 사망한 뒤 조상 대대로 내려온 웨일스 고향 집으로 향한다. 래리는 약혼자가 있는 동네 처녀 궨에게 반하고, 궨은 래리의 접근을 거절하면서도 래리의 청에 응해 함께 운세를 보려고 롬인 점쟁이를 찾아간다. 그곳에서 래리는 궨의 친구 제니를 늑대로부터 구하려다가 늑대에게 물리면서 늑대 인간이 된다.

## 출연진
- 론 체이니 주니어
- 클로드 레인스
- 워런 윌리엄
- 랠프 벨러미
- 패트릭 놀스
- 벨라 루고시
- 마리야 우스펜스카야
- 에벌린 앵커스
- J. M. 케리건
- 페이 헬름
- 포러스터 하비

## 기타 제작진
- 미술: 잭 오터슨
- 의상: 비라 웨스트
- 분장: 잭 P. 피어스